# Cidade de Santarém
Pour les articles homonymes, voir Santarém.
Cidade de Santarém est une paroisse civile portugaise (en portugais : freguesia) de la municipalité de Santarém dans le district de Santarém.
La paroisse est créée par la loi no 11-A/2013 du 28 janvier 2013 portant réorganisation administrative du territoire des freguesias, en fusionnant les paroisses de Santarém (Marvila), Santa Iria da Ribeira de Santarém, Santarém (São Salvador) et Santarém (São Nicolau). Son nom officiel est alors União das Freguesias de Marvila, Santa Iria da Ribeira de Santarém, São Salvador e São Nicolau et son siège est fixé à Santarém (São Salvador). La loi no 19/2017 du 23 mai 2017 approuve son changement de nom, qui devient União de Freguesias da cidade de Santarém.
Lors du recensement de 2021, Cidade de Santarém compte 30 017 habitants. La paroisse comprend ainsi la majorité des 58 662 habitants de la municipalité de Santarém.